# Ahrbrücke (Rech)

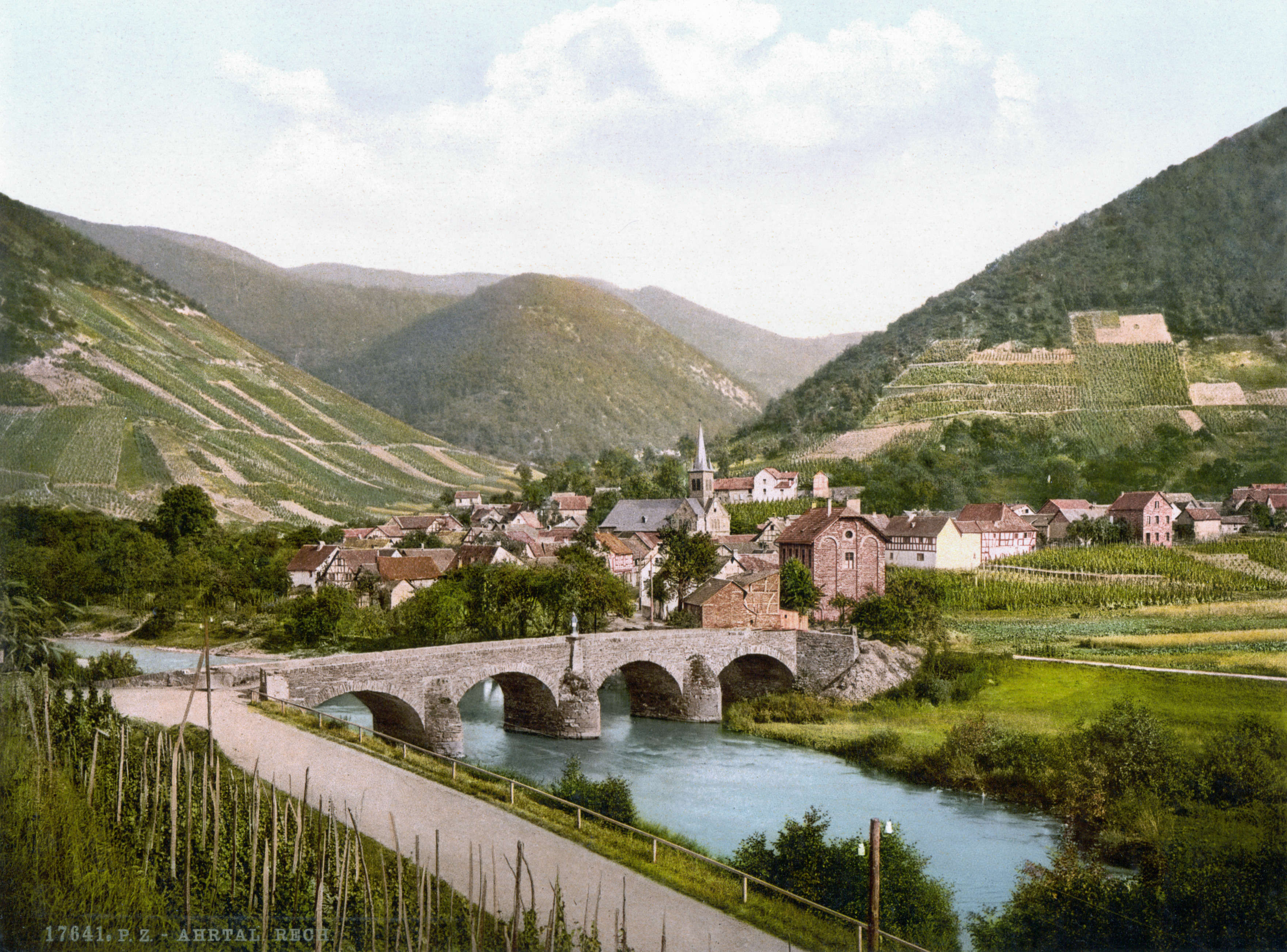
Die Nepomukbrücke um 1900

Die Ahrbrücke oder auch Nepomukbrücke in Rech, einer Ortsgemeinde im Landkreis Ahrweiler (Rheinland-Pfalz), war eine im 18. und 19. Jahrhundert errichtete Steinbogenbrücke über die Ahr. Die Straßenbrücke verband den Ortskern mit der Bundesstraße 267 und war seit 1981 ein geschütztes Kulturdenkmal. Beim Hochwasser der Ahr am 14./15. Juli 2021 wurde das Bauwerk stark beschädigt und zwei Jahre später abgebrochen.

## Geschichte

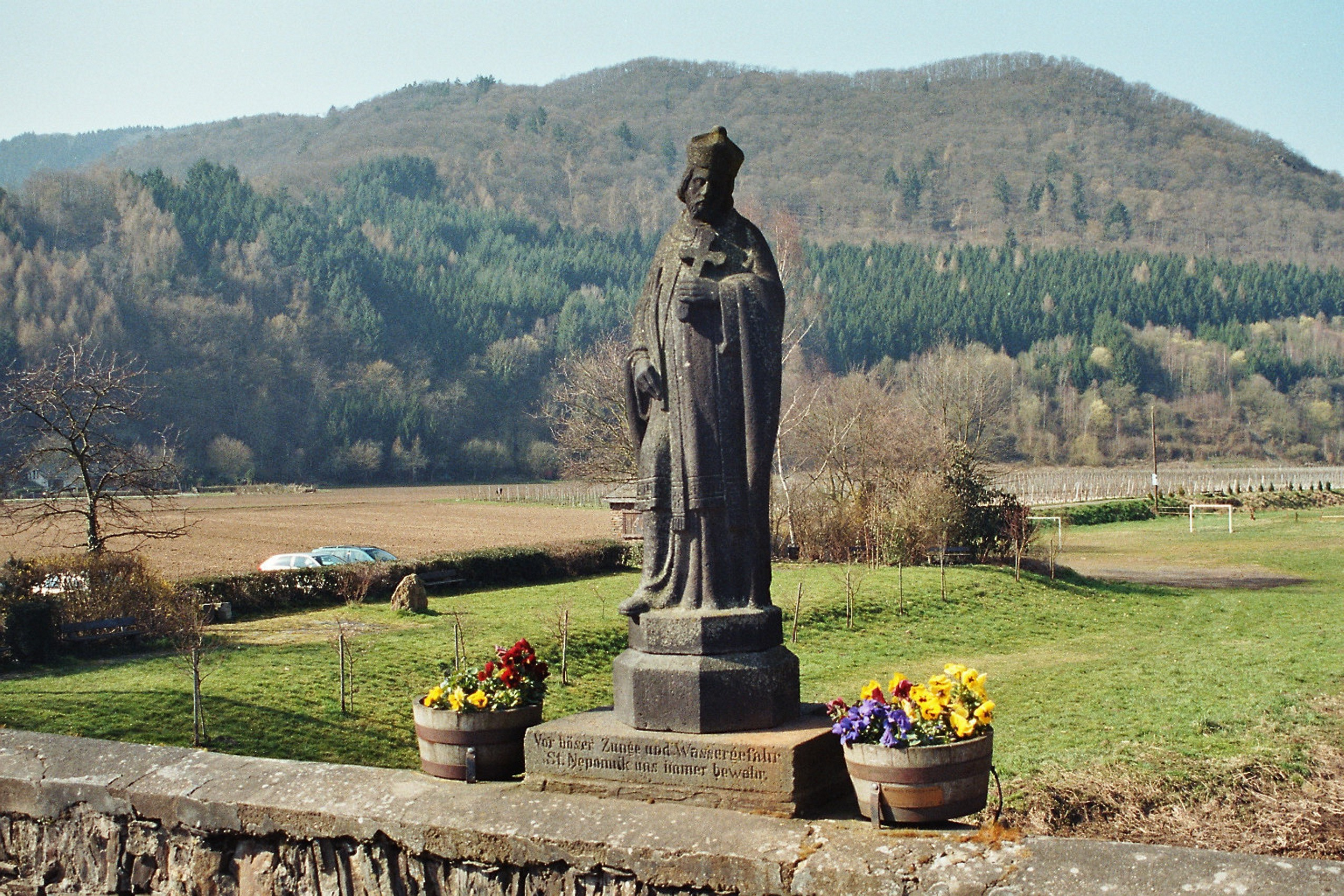
Statue des Brückenheiligen Nepomuk (Foto von 2007)

Von 1723 bis 1724 errichtete die Gemeinde Rech an einer Engstelle der Ahr zwei steinerne Flusspfeiler, auf die eine dreifeldrige Holzbalkenbrücke gelegt wurde. Im Jahr 1759 wurde die Brückenkonstruktion durch zwei Bögen aus Bruchsteinen ersetzt. Nach einem Hochwasser am 21. Juli 1804, das durch gestautes Treibholz vor den Brückenbögen den Ort teilweise überflutete und einen Bogen zerstörte, folgte die Ergänzung durch zwei weitere Bögen. Das Hochwasser der Ahr am 13. Juni 1910 zerstörte alle kleineren und acht große Ahrbrücken. Nur die Brücken bei Dernau und Rech blieben erhalten. Die ursprüngliche Steinfigur des heiligen Nepomuk, die 1789 auf einer Brüstung aufgestellt worden war, wurde 1919 von amerikanischen Besatzungstruppen in die Ahr gestürzt und zerstört. Eine neue, 1,7 Meter hohe Figur aus Basalt stiftete 1920 der Eifelverein. 2008 erfolgten umfangreiche Sanierungsarbeiten, bei denen wohl eine Stahlbetonfahrbahnplatte eingebaut wurde, die beim Abbruch vorgefunden wurde. Die Baukosten betrugen 934.000 Euro.

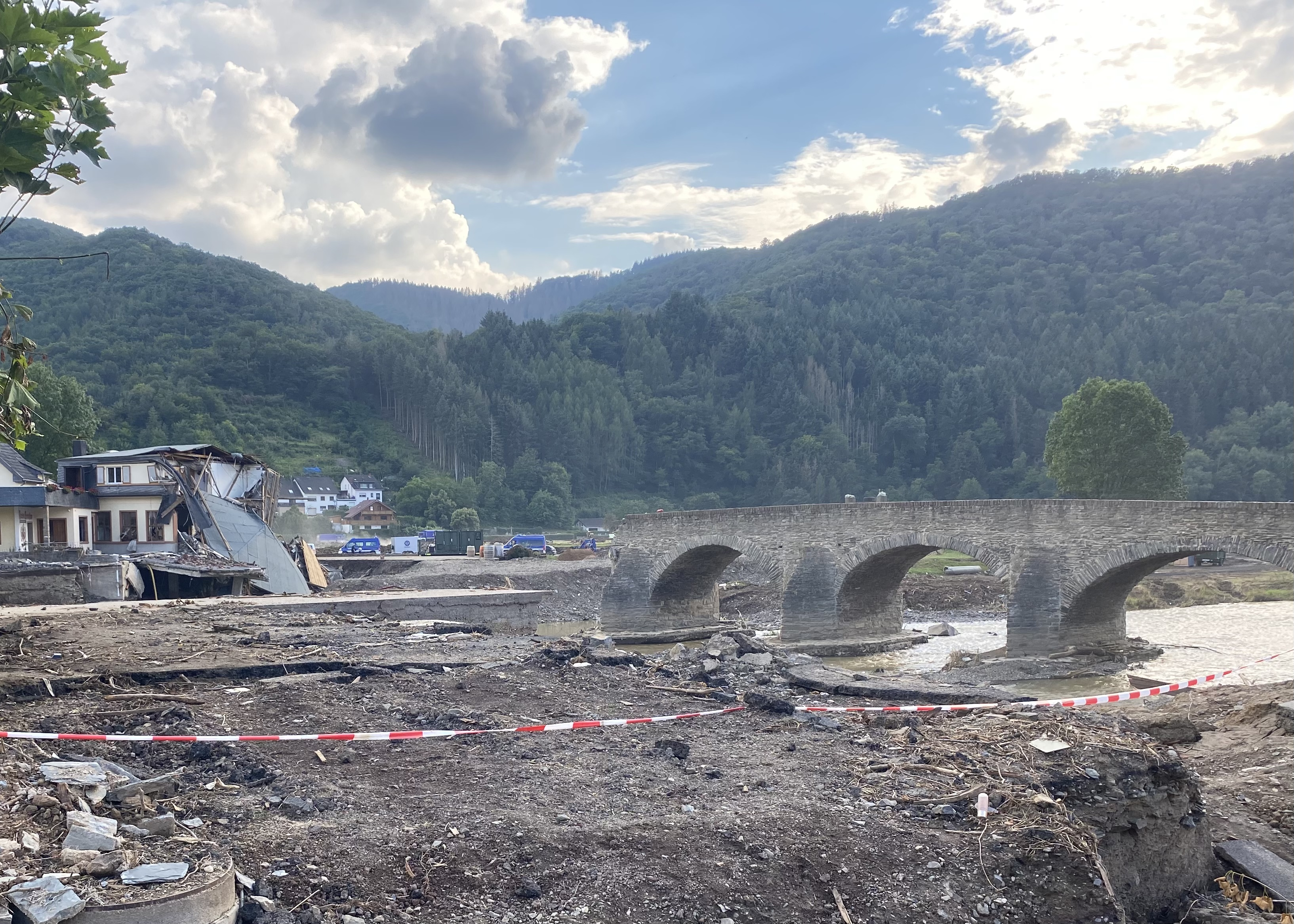
Zerstörungen an der Nepomukbrücke und des Uferbereichs nach der Flutkatastrophe im Juli 2021

Beim Hochwasser der Ahr am 14./15. Juli 2021 wurde die Brücke schwer beschädigt. Der vierte Brückenbogen wurde mit einem großen Teil des südlichen, rechtsseitigen Ufers fortgerissen. Der die Ahr querende Verkehr erfolgte behelfsmäßig zuerst mit Hilfe von Pendelbooten, dann bis zum 25. August 2021 mit einer Panzerschnellbrücke. Oberhalb der Panzerschnellbrücke errichtete die Bundeswehr zusätzlich eine Mittlere Trägerbrücke. Außerdem wurde eine Schwimmstegbrücke für Fußgänger im Bereich der Straße Im Bungert gebaut, die im Oktober etwas weiter östlich vom THW durch eine 39 Meter lange Behelfsbrücke für den Straßenverkehr ersetzt wurde. Die Statue war vom Hochwasser von ihrem Sockel gerissen worden, aber bei Aufräumarbeiten kopflos wiedergefunden, spätestens am 4. Oktober 2021 war sie restauriert zurück auf ihrem Platz auf der Brücke.
Die Gemeinde Rech ist der zuständige Straßenbaulastträger und war damit für die Brücke zuständig. Mitte Dezember 2021 beschloss der Gemeinderat von Rech mit acht Ja- und drei Neinstimmen die Reste des denkmalgeschützten Bauwerks abreißen zu lassen, um das Risiko für erneute Überschwemmungen zu minimieren. Gegen den geplanten Abriss gab es öffentlichen Protest, lokale Initiativen plädierten für den Erhalt der Brücke. Hierzu hatten sich mehrere Bürgerbewegungen gebildet, die für den Erhalt der Brücke kämpften. Auch die Deutsche Stiftung Denkmalschutz hatte mehrfach an die Verantwortlichen appelliert, Gespräche angeboten und Aufklärungsarbeit geleistet sowie einen Online-Eil-Appell gestartet, an dem sich über 5400 Personen beteiligten. Im Jahr 2023 wurde die Nepomukbrücke vom Deutschen Verband für Kunstgeschichte in die Rote Liste gefährdeter Baudenkmale aufgenommen. Der Gemeinderat sprach sich jedoch am 29. Juni 2023 erneut für den Abriss aus. Seit dem 7. Juli 2023 wurden Vorarbeiten zum Abbruch der Brücke durchgeführt, dabei wurde die Statue des namensgebenden Heiligen abgebaut. Ab dem 19. Juli begannen die Hauptarbeiten für den vollständigen Abriss. Seit Januar 2024 wird nach einem neuen Standort für einen Neubau der Nepomukbrücke gesucht.

## Konstruktion

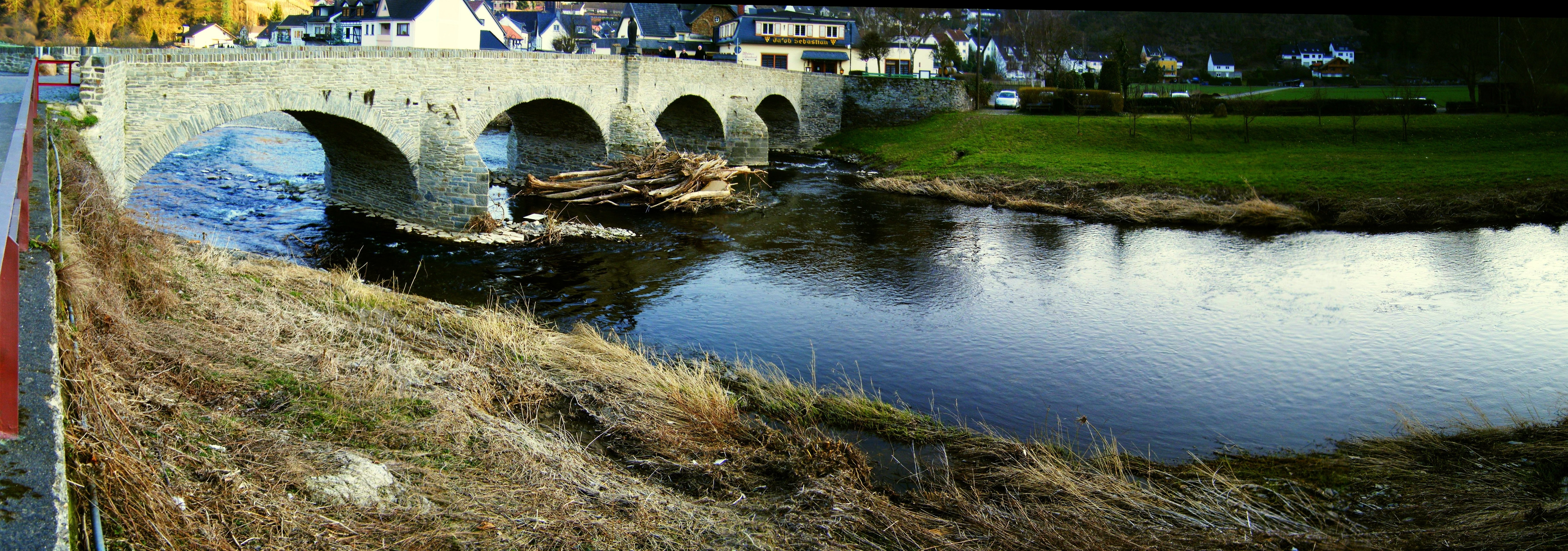
Historische Bogenbrücke bei der Ortschaft Rech, 2011

Die rund 43 Meter lange, bis zu fünf Meter hohe Brücke aus Grauwackemauerwerk besaß vier flache, 4,94 Meter breite Korbbögen. Die beiden inneren Bögen hatten eine lichte Weite von je 8,40 Meter, die äußeren von 9,45 Meter bzw. 9,12 Meter. Die Pfeilerbreiten variierten zwischen 1,85 Meter und 2,92 Meter. Eine 47 Zentimeter dicke, 76 Zentimeter hohe, gemauerte Brüstung begrenzte die 4,0 Meter breite Fahrbahn.